# Найробский договор об охране олимпийского символа
Найробский договор (англ. Nairobi Treaty on the Protection of the Olympic Symbol) предусматривает обязанность всех государств-участников охранять олимпийскую эмблему (пять переплетенных колец) от использования в коммерческих целях без разрешения Международного олимпийского комитета.
Административные функции договора выполняет Всемирная организация интеллектуальной собственности.
По состоянию на 2022 год участниками являются 54 государства.